# Liste der Gouverneure der Cayman Islands
Der Governor of the Cayman Islands ist der Repräsentant des Britischen Monarchen in den Cayman Islands, einem britischen Überseegebiets des  Vereinigten Königreichs. Der Gouverneur ist ein Beamter, der in neuerer Zeit gewöhnlich ein britischer Bürger gewesen ist, welcher normalerweise im Vereinigten Königreich wohnhaft ist. Er wird vom Monarchen aus dem Corps des Foreign, Commonwealth and Development Office auf Vorschlag der Regierung (Government of the United Kingdom) ernannt. Die Rolle des Gouverneurs ist de facto die Ausübung der Aufgaben des Staatsoberhaupts. Er ist auch verantwortlich für die Ernennung des Premierministers, welcher der Führer der Partei mit einer Mehrheit der Sitze im Parliament of the Cayman Islands ist.
Der Gouverneur hat seine eigene Flagge, der Union Jack ergänzt um das Wappen der Cayman Islands. Der Amtssitz des Gouverneurs ist Government House in Seven Mile Beach, Grand Cayman.

## Geschichte
Bis 1962 wurden die Cayman Islands als Dependenz von Jamaika verwaltet. Als Jamaika die Unabhängigkeit errang, wurden die Inseln abgeteilt und als separate Kronkolonie eingestuft. Ein Administrator wurde ab 1959 für die Inseln ernannt. Ab 1971 ernannte die britische Regierung einen Gouverneur.

## Chief Magistrates of the Cayman Islands
- William Cartwright (1750–1776)
- William Bodden (1776–1823)
- James Coe the Elder (1823–1829)
- John Drayton (1829–1842)
- James Coe the Younger (1842–1855)
- William Eden (1855–1879)
- William Bodden Webster (1879–1888)
- Edmund Parsons (1888–1907)

## Commissioners of the Cayman Islands
- Frederick Shedden Sanguinetti (1898–1906)
- George Stephenson Hirst (1907–1912)
- Arthur C. Robinson (1912–1919)
- Hugh Houston Hutchings (1919–1929)
- Captain G. H. Frith (1929–1931)
- Ernest Arthur Weston (1931–1934)
- Allan Wolsey Cardinall, CMG (später: Sir; 1934–1940)
- Albert C. Panton Senior, MBE (acting; 1940–1941)
- John Perry Jones (1941–1946)
- Ivor Otterbein Smith (später: CMG, OBE; 1946–1952)
- Andrew Morris Gerrard, CMG (1952–1956)
- Alan Hillard Donald (1956–4. Juli 1959)

## Administrators of the Cayman Islands
- Wing Commander Jack Rose CMG, MBE, DFC (1960–1964)[1]
- John Alfred Cumber CMG, MBE, TD (1964–1968)
- Athelstan Charles Ethelwulf Long[2] (1968–22. August 1971)

## Governors of the Cayman Islands
- Athelstan Charles Ethelwulf Long[2] (22. August 1971–1972)
- Kenneth Roy Crook (1972–1974)
- Thomas Russell (1974–1981)
- George Peter Lloyd (1982–10. Juni 1987)
- Alan James Scott (10. Juni 1987–14. September 1992)
- Michael Edward John Gore (14. September 1992–16. Oktober 1995)
- John Wynne Owen (16. Oktober 1995–5. Mai 1999)
- ´Peter Smith (5. Mai 1999–9. Mai 2002)
- Bruce Dinwiddy (19. Mai 2002–28. Oktober 2005)
- Stuart Jack (23. November 2005–2. Dezember 2009)
- Duncan Taylor (15. Januar 2010–7. August 2013)
- Helen Kilpatrick (6. September 2013–5. März 2018)[3][4]
- Anwar Choudhury (26. März 2018–20. Oktober 2018)[5]
- Martyn Roper (29. Oktober 2018–29. März 2023)[6]
- Jane Owen (21. April 2023– )